# Militão dos Santos
Antonio Militão dos Santos, ou Militão dos Santos (Caruaru, Pernambuco, Brasil, 15 de junho de 1956) é um artista plástico, artesão e poeta brasileiro. 
Sua pintura retrata universos singulares, de colorido intenso, vibrante e repleto de movimentos. Seus personagens ganham vida própria em cenários tipicamente brasileiros.
Após a perda de sua audição aos sete anos, proveniente de meningite, Militão dos Santos aprimorou os demais sentidos. Adotou para si o estilo primitivo moderno e fez arte de tal forma a elevar a percepção de cotidianos populares que, por muitas vezes, passam despercebidos.

## Biografia

### Infância e Adolescência
Antonio Militão dos Santos nasceu na cidade de Caruaru, a mais populosa do interior de Pernambuco, às 7 horas da manhã, de 15 de junho de 1956. Filho do Esmeraldina Maria dos Santos e de Militão Francisco dos Santos, o artista – que hoje assina o primeiro nome do pai em suas pinturas - teve uma infância humilde na Capital do Forró. Ainda criança, estudou no Instituto Domingos Sávio e trabalhou como ajudante em barraca de feira livre para ajudar a família. E, em 1963, com a grande cheia na região de Recife, contraiu a meningite, por consequência da doença perdeu a audição. Em 27 de abril de 1970, os laudos de dois exames audiométricos concluíram a surdez bilateral irreversível.
Na adolescência, Militão recebeu pleno apoio da família, todos se uniram e levantaram recursos para que estudasse o ensino fundamental no renomado INES - Instituto Nacional de Educação de Surdos, na capital do Rio de Janeiro. Em 1970, iniciou os estudos em terras cariocas. Entre um passeio e outro pela cidade, Militão visitou uma feira de arte e se deparou com uma exposição de pintura Naïf, a paixão pelo gênero aconteceu o mesmo instante. A partir dali estava determinado a ser um pintor.

### Carreira
Em 1973, com 17 anos, passou a reler obras de diversos artistas, num estilo ingênuo. No começo, pintava com a intenção apenas de vender aos turistas locais. Obteve as primeiras noções de composição no INES, com o então professor de arte Rubens Fortes Bustamante Sá. Dois anos mais tarde, com olhar mais profissional, passou a se dedicar e a viver da arte.
A consolidação da carreira começou durante uma feira Hippie na Praça General Osório, no bairro de Ipanema, quando passou a trabalhar com a Arte Naïf, ali expôs suas pinturas - primeiro numa calçada próxima à praça – anos mais tarde, oficialmente licenciado, se uniu aos artistas integrantes da feira. Ganhou o reconhecimento de milhares de turistas que passavam pelo local e, aos poucos, destacou seu nome.
De 1982 a 1986, passou uma temporada fora do Brasil entre Uruguai, Argentina e Paraguai. 
Em 1990, guardou carinhosamente sua licença de expositor na famosa praça carioca, fez as malas e retornou ao Recife. Enquanto no Rio conquistará prestígio, em Pernambuco era anônimo. A grande virada aconteceu quando Militão passou a valorizar galerias e exposições, foi desta forma que se projetou definitivamente como artista.
Sua primeira exposição individual – de muitas que estariam por vir - aconteceu no Mar Hotel, em Recife, em 1992, a repercussão de mídia e público local o definiram como personalidade artística. Em Barra do Chata, Agrestina – PE, Militão decorou a Igreja de Nossa Senhora Imaculada. E, por 3 anos consecutivos, trabalhou para a joalheria H. Stern somando mais de 300 telas exclusivas, além disso, já perdeu as contas de tudo que produziu. 
Consagrado, Militão que descreve Recife como a verdadeira Veneza brasileira, de onde consegue inspiração para sua arte, apontou no mercado nacional e, por conta de clientes estrangeiros e do reflexo da internet, vem se fortalecendo no meio internacional. Exporta sua arte para diversos países e, sempre, recebe convites para exposições no exterior.

## Obra
A essência das suas pinturas nasce sem esboço, a partir da combinação de cores planejadas e de traços desenhados diretamente pelo pincel. Militão idealiza apenas a cor de fundo a fim de equilibrar a harmonia com as que a circundam, e cria o cenário a partir da introspecção num voo livre, deixa a mente mergulhar num mundo de liberdade sem fim, elos, barreiras ou fronteiras, submerge ao tempo das coisas simples, da alegria do dia-a-dia, da infância de pipas e balões, resgata o ser primitivo num espaço onde tudo é possível e permitido pela magia da cor e do amor, assim, o enredo de sua arte vai surgindo ao acaso. Com o fundo sobre a tela, vêm as casas e construções, crescem as árvores de duas cores, nascem os personagens ricos em movimento que dão vida, amplitude e dinamismos às telas e, por fim, a delicadeza precisa dos detalhes geram o fruto sublime.
No seu ateliê, calmo e silencioso, onde apenas o artista entende a ordem do lugar, Militão pinta as raízes desde aves nativas, referências religiosas de sua infância, feira livre, folclore, festas e danças tradicionais de diferentes regiões, até a imensidão dos pontos turísticos brasileiros. Independente da matéria-prima se madeira, tela ou tecido, óleo ou acrílico o resultado de sua obra é sempre vivo, brasileiro e surpreendente.

## Personalidade
Católico, apolítico, e pai de sete filhos (Vital, Eduardo, Taísa, Vanessa, Paloma, Pamela e Deyvid), Militão percorreu diversos caminhos, mas foi na pintura encontrou sua maior expressão e reconhecimento.
Apaixonado por arte primitiva, por Recife e por Liliane - com quem vive desde 2004, o artista que busca o canto das coisas quietas, chegou a sofrer discriminação no começo de sua carreira. Adquiriu a experiência das fases difíceis e deu a volta por cima, aperfeiçoou os demais sentidos, dominou a linguagem labial e dos símbolos.
Modesto para falar de si, Militão além de artista, artesão e poeta, é leitor, cozinheiro e internauta. Preza pela liberdade de expressão, defende o desarmamento e, nas horas vagas, se torna criança ao brincar com suas filhas.
Diariamente madruga com o canto do galo e adentra seu ateliê com o estímulo a uma nova viagem, rumo a cenários pitorescos, puros, rústicos e absolutamente coloridos.

## Biografia Cronológica
- 1979 – Salão Baronense de Arte de São Paulo, exposição coletiva – SP
- 1979 – Premiação no Salão Baronense de Arte de São Paulo, com Menção Honrosa – SP
- 1981 – 2º Salão de Artes Plásticas de São João do Meriti, exposição coletiva - RJ
- 1981 – Premiação no 2º Salão de Artes Plásticas de São João do Meriti com Prêmio Categoria Ouro - RJ
- 1987 – 1º Festival de Arte Naif Brasileira, exposição coletiva em Campinas – SP
- 1989 – 2° Festival de Arte Naif Brasileira, exposição coletiva em Campinas – SP
- 1989 – Premiação no 2º Festival de Arte Naif Brasileira com Medalha de Bronze, em Campinas – SP
- 1992 - Lobby do Mar Hotel, exposição individual em Recife – PE
- 1993 - Arte Maior Galeria, exposição individual no Shopping Center Recife em Recife – PE
- 1994 - Aliança Francesa, exposição individual em Recife – PE
- 1995 - Shaeraton Petribu Hotel, exposição individual em Recife – PE
- 1995 – Espaço de Arte Badida e Galeria de Arte Fátima Paes, exposição coletiva em Recife – PE
- 1996 - Espaço Cultural H. Stern, exposição individual no Rio de Janeiro – RJ
- 1997 - Arte Maior Galeria, exposição individual no Shopping Guararapes em Jaboatão – PE
- 1997 – Major Art Gallery, exposição coletiva em Minnesota – EUA - Convite
- 1997 – Major Art Gallery, exposição coletiva em Minnesota – EUA - Certificado
- 1999 – 12° Talentos – Arte Galeria, exposição coletiva em Recife – PE
- 2000 - Ernandi Jr. Galeria de Arte, exposição individual no Aeroporto Internacional G. Gilberto Freire em Recife – PE
- 2000 - Arte Maior Galeria, exposição individual no Espinheiro Shopping em Recife – PE
- 2001 - Arte Maior Galeria, exposição individual em Recife – PE
- 2003 – 4º Fenearte – Centro de Convenções, exposição coletiva em Olinda – PE
- 2004 – 5º Fenearte – Centro de Convenções, exposição coletiva em Olinda – PE
- 2004 – Premiação na 5ª Fenearte, com 3º Lugar Concurso Novos Talentos em Olinda – PE
- 2005 – 6° Fenearte – Centro de Convenções, exposição coletiva em Olinda - PE
- 2009 – Ateliê Amigos das Artes, exposição coletiva em Recife – PE
- 2008 – Prêmio ArtMajeur Silver Award (EUA)
- 2008 - Espaço Yázigi Internexus Bezerros, exposição individual em Bezerros - PE
- 2011 - Arte Maior Galeria, exposição individual em Recife-PE
- 2011 - 12º Fenearte – Centro de Convenções, exposição coletiva em Olinda – PE

## Ligação externa
- AGEFEPE - Agência de Fomento do Estado de Pernambuco S/A
- Revista Agora! Moda Sustentável - Verão 2012
- Revista Continente - Artes Visuais - 29 de abril de 2011
- Revista Club - por Maristela - 27 de abril de 2011
- Página oficial do artista
- Sala internacional de Arte Naif
- Sala Artea Mundo
- 1452 Arte
- 10.000 Artistas
- El Museo Virtual
- Boutique Vivant
- Arte Maior
- Saatchi Online
- Galeria Aberta
- DaVinci Gallery
- Artmajeur - Artmajeur.com
- Alborques
- Artelista
- Artistas de la tierra
- Aicoa
- Arte Comunicarte
- Fine Art America
- Arte Múltipla
- Expoart
- Arte Educação
- Fenearte
- Artavita